# Hereditäre idiopathische Osteolyse Typ I Lamy-Maroteaux
Die hereditäre idiopathische Osteolyse Typ I Lamy-Maroteaux ist eine sehr seltene angeborene Erkrankung mit dem Hauptmerkmal einer isolierten Osteolyse der Akren, meist Finger und Zehen, und somit zu den Akroosteolysen gehörig.
Synonym: Maroteaux-Lamy syndrome II (im Gegensatz zum Maroteaux-Lamy-Syndrom (I), einer Stoffwechselstörung).
Die Bezeichnung bezieht sich auf die Autoren der Erstbeschreibung aus dem Jahre 1961 durch die Pariser Kinderärzte und Humangenetiker Maurice Lamy (1895–1975) und Pierre Maroteaux (* 1926).
Häufigkeit und Ursachen sind nicht bekannt, die Vererbung erfolgt autosomal-dominant.

## Klinische Erscheinungen
Klinische Kriterien sind:
- Krankheitsbeginn in früher oder späterer Kindheit
- symptomlos und langsam verlaufende Osteolyse der Endphalangen an Hand und Fuß mit Finger- bzw. Zehenverkürzung
- Ulzeration der Haut über den betroffenen Gliedern, Nagelhypoplasie

## Diagnose
Im Röntgenbild Auflösung der Endphalangen, teilweise auch der Mittel- und Grundphalangen.

## Differentialdiagnose
Abzugrenzen sind andere Formen der erblichen Akroosteolyse, insbesondere die autosomal-rezessiv vererbliche hereditäre idiopathische Osteolyse Typ II Joseph, sowie einer Exposition gegenüber Vinylchlorid, sog. Vinylchlorid-Krankheit.